# Armstrong (album Finley)
Armstrong è il sesto album in studio del gruppo musicale italiano Finley, pubblicato il 13 ottobre 2017 dalla Sony Music.

## Tracce
1. Armstrong
2. Odio il DJ
3. La fine del mondo
4. C'è una strada
5. Benzina sul cuore
6. Keep Calm and Carry On
7. 7 miliardi
8. Zombie
9. Il mio segreto
10. Pelledoca

## Classifiche
| Classifica (2017) | Posizione massima |
| ----------------- | ----------------- |
| Italia            | 30                |